# Lénault
Lénault is een plaats en voormalige gemeente in het Franse departement Calvados in de regio Normandië en telt 148 inwoners (1999).
Op 1 januari 2016 zijn de gemeenten La Chapelle-Engerbold, Condé-sur-Noireau, Lénault, Proussy, Saint-Germain-du-Crioult en Saint-Pierre-la-Vieille gefuseerd tot de huidige gemeente Condé-en-Normandie. Deze gemeente maakt deel uit van het arrondissement Vire.

## Geografie
De oppervlakte van Lénault bedraagt 6,7 km², de bevolkingsdichtheid is 22,1 inwoners per km².
De onderstaande kaart toont de ligging van Lénault met de belangrijkste infrastructuur en aangrenzende gemeenten.

## Demografie
Onderstaande figuur toont het verloop van het inwonertal (bron: INSEE-tellingen).
Vanwege een beveiligingsprobleem met de MediaWiki Graph-software is het momenteel niet mogelijk deze grafiek weer te geven. Zodra de software is bijgewerkt zal de grafiek vanzelf weer zichtbaar worden.
La Chapelle-Engerbold · Condé-sur-Noireau · Lénault · Proussy · Saint-Germain-du-Crioult · Saint-Pierre-la-Vieille